# 戈爾德克里克 (愛達荷州)
戈爾德克里克（英語：Gold Creek）是位於美國愛達荷州肖肖尼縣的一個非建制地區。

## 地理
戈爾德克里克的座標為47°08′14″N 115°24′29″W / 47.13722°N 115.40806°W，而該地的平均海拔高度為1030米（即3379英尺）。